# Infected (HammerFall)
Infected is het achtste studioalbum van de heavymetalband HammerFall en het eerste album geproduceerd door James Michael en de gitaristen Oscar Dronjak en Pontus Norgren. Om de uitgave van het album te promoten, werd "One More Time" als single uitgebracht op 6 april 2011. Infected behaalde de tweede plaats in de Zweedse ranglijst.
Hun tweede single Send Me a Sign werd uitgebracht op 6 mei in 2011 en hun derde single B.Y.H. op 23 augustus van datzelfde jaar.